# Typha suwensis
Typha suwensis är en kaveldunsväxtart som beskrevs av Tatemi Shimizu. Typha suwensis ingår i släktet kaveldun, och familjen kaveldunsväxter. Inga underarter finns listade i Catalogue of Life.